# ネレイド・アベニュー駅
ネレイド・アベニュー駅 (Nereid Avenue) はニューヨーク市地下鉄IRTホワイト・プレーンズ・ロード線の駅である。ブロンクス区ウェイクフィールドのネレイド・アベニュー（東238丁目）とホワイト・プレーンズ・ロードの交差点に位置し、2系統が終日、5系統がラッシュ時混雑方向へ向かう列車が停車する。5系統は全て終点、全ての2系統の列車は次のウェイクフィールド-241丁目駅が終点となっている。

## 駅構造
| P ホーム階 | 相対式ホーム、右側扉が開く | 相対式ホーム、右側扉が開く |
| P ホーム階 | 南行緩行線                 | ← フラットブッシュ・アベニュー-ブルックリン・カレッジ駅行き（233丁目駅） ← 朝ラッシュ時：フラットブッシュ・アベニュー-ブルックリン・カレッジ駅行き（233丁目駅） |
| P ホーム階 | 混雑方向急行線             | → 定期列車なし |
| P ホーム階 | 北行緩行線                 | → ウェイクフィールド-241丁目駅行き（終点）→ 夕ラッシュ時：当駅止まり →                                                                                          |
| P ホーム階 | 相対式ホーム、右側扉が開く | |
| M          | 改札階                     | 改札口、駅員詰所、メトロカード自動券売機 |
| G          | 地上階                     | 出入口 |

駅は1917年3月31日にIRTホワイト・プレーンズ・ロード線の東219丁目駅（現在の219丁目駅）- 当駅間の延伸開業と共に東238丁目駅 (ひがし238ちょうめえき、英: East 238th Street) として開業した。その後1920年12月13日にウェイクフィールド-241丁目駅へ延伸されるまでの約3年間、当駅はホワイト・プレーンズ・ロード線の北端駅であった。
駅は緩行線2線と急行線1線、相対式ホーム2面を有した2面3線の高架駅である。駅の北側では北行緩行線と急行線から239丁目車両基地への連絡線が分岐、北行緩行線が上昇しその下を連絡線が潜り239丁目車両基地へ向かう。
駅には2006年にノエル・コープランドにより製作されたアートワーク、『Leaf of Life』が飾られている。

### 出口
当駅にはホームの下に改札階があり駅の中央に改札口がある。改札階から地上へはネレイド・アベニューとホワイト・プレーンズ・ロード線の交差点北西と同交差点南東へ降りる階段がそれぞれ1つずつ、計2つある。